# Хроника Холодной войны (1989 год)
Хронология Холодной войны
- 1943
- 1944
- 1945
- 1946
- 1947
- 1948
- 1949
- 1950
- 1951
- 1952
- 1953
- 1954
- 1955
- 1956
- 1957
- 1958
- 1959
- 1960
- 1961
- 1962
- 1963
- 1964
- 1965
- 1966
- 1967
- 1968
- 1969
- 1970
- 1971
- 1972
- 1973
- 1974
- 1975
- 1976
- 1977
- 1978
- 1979
- 1980
- 1981
- 1982
- 1983
- 1984
- 1985
- 1986
- 1987
- 1988
- 1989
- 1990
- 1991

- 4 января: Инцидент в заливе Сидра между США и Ливией, аналогичный инциденту в заливе Сидра в 1981 году.
- 11 января: Коммунистическая Венгрия начинает политические реформы.
- 19 января: «Солидарность» легализована польским коммунистическим правительством.
- 20 января: Джордж Буш избран 41-м президентом Соединённых Штатов.
- 2 февраля: Начинается вывод советских войск из Афганистана.
- 3 февраля: Парагвайский президент Альфредо Стросснер был свергнут в ходе переворота во главе с Андресом Родригесом.
- 19–21 февраля: Неофициальная встреча «Джакарта II» проведена в Джакарте. На этой встрече решены два важных вопроса, а именно вывод вьетнамских войск из Камбоджи и предотвращение реставрации режима Пол Пота в Камбодже. Позже усилия по разрешению конфликта будут продолжены на международной конференции в Париже 30—31 июля 1989 года.
- 26 марта: Советский Союз проводит первый тур выборов народных депутатов СССР.
- 27 мая: Выступление Юрия Афанасьева на Первом Съезде народных депутатов СССР артикулирует ключевые требования ожидающего коренных реформ советского либерального сообщества к существующему в СССР политическому строю.
- 2 июня: Участие академика Андрея Сахарова в Первом Съезде народных депутатов СССР вызывает негативную реакцию среди консервативно настроенного большинства партийной номенклатуры.
- 4 июня: События на площади Тяньаньмэнь: Пекинские протесты подавлены китайскими правительственными войсками, что приводит к большому количеству жертв.
- 4 июня: Выборы в Польше показывают полное отсутствие общественной поддержки Коммунистической партии; Союз Солидарности выигрывает все доступные места в парламенте и 99 % мест в сенате.
- 19 августа: Открытие пограничного перехода между Австрией и Венгрией в рамках Европейского пикника, фактический распад Восточного блока.
- Август: Польский сейм избирает Тадеуша Мазовецкого лидером первого некоммунистического правительства в восточноевропейских странах.
- 11 сентября: Венгрия открывает для свободного пересечения границу с Австрией, десятки тысяч граждан Восточной Германии устремляются в Западную Германию через Венгрию и Австрию, где запрашивают политического убежища.
- 7 октября: Венгерская социалистическая партия, правящая партия Венгрии распущена.
- 18 октября: В венгерскую конституцию внесены поправки, чтобы разрешить многопартийную политическую систему и свободные выборы. Заканчивается почти 20-летний срок правления Восточной Германией коммунистического лидера Эриха Хонеккера.
- 23 октября: Венгерская Народная Республика снова становится Венгрией.
- 9 ноября: Начало мирных революций в Восточной Европе в годовщину Октябрьской революции. Советские реформы позволили Восточной Европе сместить там коммунистические правительства. Начинается стихийный демонтаж населением Берлинской стены, после того как представитель Политбюро ГДР Гюнтер Шабовски, не полностью информированный о технических особенностях или процедурах недавно согласованного снятия ограничений на поездки, ошибочно объявляет на пресс-конференции в Восточном Берлине, что границы были открыты.
- 2 декабря: Конец Второй малайской гражданской войны по итогам Хатъяйского мирного соглашения.
- 3 декабря: В конце саммита на Мальте советский лидер Михаил Горбачёв и президент США Джордж Буш заявляют, что началась долговечная эра мира. Многие наблюдатели считают этот саммит официальным началом конца холодной войны.
- 14 декабря: В Чили восстановлена демократия.
- 16—25 декабря: Румынская революция: восставшие свергают коммунистическое правительство Николаэ Чаушеску, казня его и его жену Елену. Румыния была единственной страной Восточного блока, где было насильственно свергнуто коммунистическое правительство или казнены коммунистические лидеры.
- 20 декабря: Соединённые Штаты вторгаются в Панаму.
- 24 декабря: Начинается Первая либерийская гражданская война.
- 25 декабря: Коммунистическая партия Румынии, правящая партия Румынии распущена.
- 29 декабря: Вацлав Гавел становится президентом независимой Чехословакии.